# Larson Crag
Larson Crag är en kulle i Antarktis. Den ligger i Östantarktis. Nya Zeeland gör anspråk på området. Toppen på Larson Crag är 1 614 meter över havet, eller 122 meter över den omgivande terrängen. Bredden vid basen är 2,0 km.
Terrängen runt Larson Crag är kuperad österut, men västerut är den bergig. Trakten är obefolkad. Det finns inga samhällen i närheten. 